# Estelle Taylor
Estelle Taylor, nata Ida Estelle Taylor (Wilmington, 20 maggio 1894 – Los Angeles, 15 aprile 1958), è stata un'attrice statunitense.

## Biografia
Attiva principalmente nel periodo del muto, come molte dive dell'epoca fece parlare di sé anche per la vita sentimentale, in particolare per i tre matrimoni, il secondo dei quali con il pugile Jack Dempsey, campione dei pesi massimi tra il 1919 e il 1926.
Nel 1923, girò con DeMille la prima versione de I dieci comandamenti, dove impersonava Miriam, la sorella di Mosè. Lavorò con molti grandi registi, tra cui King Vidor, Tod Browning e Jean Renoir.
Estelle Taylor morì a Los Angeles il 15 aprile 1958 all'età di 64 anni. È sepolta all'Hollywood Forever Cemetery.

## Riconoscimenti
Ha una Stella sulla Hollywood Walk of Fame categoria Cinema, al 1620 Vine Street.

## Filmografia
- A Broadway Saint, regia di Harry O. Hoyt (1919)
- The Golden Shower, regia di John W. Noble (1919)
- The Adventurer, regia di J. Gordon Edwards (1920)
- The Revenge of Tarzan, regia di Harry Revier e George M. Merrick (1920)
- While New York Sleeps, regia di Charles J. Brabin (Charles Brabin) (1920)
- Blind Wives, regia di Charles Brabin (1920)
- The Tower of Jewels, regia di Tom Terriss (1920)
- Footfalls, regia di Charles Brabin (1921)
- Quando donna vuole (A Fool There Was), regia di Emmett J. Flynn  (1922)
- Monte Cristo, regia di Emmett J. Flynn (1922)
- The Lights of New York, regia di Charles Brabin (1922)
- Only a Shop Girl, regia di Edward J. Le Saint (1922)
- Thorns and Orange Blossoms, regia di Louis J. Gasnier (1922)
- A California Romance, regia di Jerome Storm (1922)
- Bavu, regia di Stuart Paton (1923)
- Mary of the Movies, regia di John McDermott (1923)
- Hollywood, regia di James Cruze (1923)
- Forgive and Forget, regia di Howard M. Mitchell (1923)
- Desire, regia di Rowland V. Lee (1923)
- I dieci comandamenti (The Ten Commandments), regia di Cecil B. DeMille (1923)
- Phantom Justice, regia di Richard Thomas (1924)
- Dorothy Vernon of Haddon Hall, regia di Marshall Neilan (1924)
- Tiger Love, regia di George Melford (1924)
- Passion's Pathway, regia di Bertram Bracken (1924)
- Gli avventurieri dell'Alaska (The Alaskan), regia di Herbert Brenon (1924)
- Playthings of Desire
- Manhattan Madness, regia di John McDermott (1925)
- Wandering Footsteps, regia di Phil Rosen (1925)
- Don Giovanni e Lucrezia Borgia (Don Juan), regia di Alan Crosland (1926)
- New York, regia di Luther Reed (1927)
- The Whip Woman, regia di Joseph Boyle (1928)
- Honor Bound, regia di Alfred E. Green (1928)
- Lady Raffles, regia di Roy William Neill (1928)
- The Singapore Mutiny, regia di Ralph Ince (1928)
- Maschere di celluloide (Show People), regia di King Vidor (1928)
- Pusher-in-the-Face, regia di Robert Florey - cortometraggio (1929)
- Vendetta d'oriente (Where East Is East), regia di Tod Browning (1929)
- La leggenda di Liliom (Liliom), regia di Frank Borzage (1930)
- I pionieri del West (Cimarron), regia di Wesley Ruggles (1931)
- Scena di strada (Street Scene), regia di King Vidor (1931)
- Nell'oasi del terrore (The Unholy Garden), regia di George Fitzmaurice (1931)
- The Western Limited, regia di Christy Cabanne (1932)
- Sangue ribelle (Call Her Savage), regia di John Francis Dillon (1932)
- La riva dei bruti (Frisco Kid), regia di Lloyd Bacon (1935)
- Rhythm Roundup, regia di Joseph Henabery - cortometraggio (1937)
- Situazione imbarazzante  (Bachelor Mother), regia di Garson Kanin (1939)
- L'uomo del Sud (The Southerner), regia di Jean Renoir (1945)